# Януш Гайос
Януш Єжи Гайос (пол. Janusz Jerzy Gajos; * 23 вересня 1939, Домброва-Гурнича, Келецьке воєводство, Польща) — польський актор театру і кіно.

## Біографія
Дебютував у 1964 році у фільмі «Панночка у віконці». Під час навчання почав зніматися в телесеріалі «Чотири танкісти і собака» у ролі Янека Коса Після закінчення навчання почав працювати в Лодзькому театрі імені Стефана Яроча, в цей час важко переживав популярність через всього одну роль.
В 1970 у переїхав до Варшави, де працював у ряді столичних театрів, заново здобувши популярність в нових сценічних образах. З 2003 року працює в театрі «Народови». Одночасно продовжував зніматися і в кіно.
За ряд акторських робіт у фільмах удостоєний призів національних і міжнародних кінофестивалів.

## Вибрана фільмографія
- 1964 — «Панночка у віконці»
- 1965 — «Капітан Сова йде по сліду» (в 3-й серії)
- 1966 — «Бар'єр»
- 1966 — «Бич Божий»
- 1966 — 1970 — «Чотири танкісти і собака»
- 1972 — «Дари волхвів»
- 1975 — 1977 — «Сорокарічний»
- 1976 — «Безмежні луки»
- 1978 — «Що ти мені зробиш, коли зловиш»
- 1980 — «Контракт»
- 1981 — «Війна світів: Наступне сторіччя»
- 1981 — «Лімузин Даймлер-Бенц»
- 1981 — «Людина з заліза»
- 1982 — «Нудна історія»
- 1983 — «Альтернативи 4»
- 1983 — «Внутрішній стан»
- 1984 — «Рік спокійного сонця»
- 1986 — «Біг Бен»
- 1989 — «Декалог-4»
- 1989 — «Майстер і Маргарита» (в 3-й серії)
- 1992 — «Пси»
- 1992 — «Винність невинного або коли краще спати»
- 1992 — «Ескадрон»
- 1994 — «Три кольори: Білий»
- 1995 — «Екстрадиція»
- 1996 — «Акваріум»
- 2002 — «Шопен. Бажання любові»
- 2011 — «Переможець»
- 2014 — «Громадянин»